# Tuinradijs
De tuinradijs (Raphanus sativus) is een soort uit de kruisbloemenfamilie (Brassicaceae).
De volgende ondersoorten worden onderscheiden:
- Radijs (Raphanus sativus subsp. sativus)
- Rammenas (Raphanus sativus subsp. niger)
- Bladrammenas (Raphanus sativus subsp. oleiferus)
- Daikon (Raphanus sativus subsp. longipinnatus)